# Yingchao Kong
Yingchae Kong (Chinees: 孔 颖超) (Tongliao, 9 oktober 1982) is een Chinees voormalig biatlete. Ze vertegenwoordigde haar vaderland op de Olympische Winterspelen 2002 in Salt Lake City, de Olympische Winterspelen 2006 in Turijn, en de Olympische Winterspelen 2010 in Vancouver. 

## Resultaten

### Olympische Winterspelen
| Jaar | Plaats         | Onderdeel   | Onderdeel | Onderdeel     | Onderdeel  | Onderdeel |
| Jaar | Plaats         | Individueel | Sprint    | Achtervolging | Massastart | Estafette |
| ---- | -------------- | ----------- | --------- | ------------- | ---------- | --------- |
| 2002 | Salt Lake City | 44e         | 56e       | DNS           |            | 13e       |
| 2006 | Turijn         | 25e         | 24e       | 17e           | 23e        | 9e        |
| 2010 | Vancouver      | 57e         | 60e       | –             | –          | 8e        |

### Wereldkampioenschappen
| Jaar | Plaats            | Onderdeel                               | Onderdeel                               | Onderdeel                               | Onderdeel                               | Onderdeel                               | Onderdeel          |
| Jaar | Plaats            | Individueel                             | Sprint                                  | Achtervolging                           | Massastart                              | Estafette                               | Gemengde estafette |
| ---- | ----------------- | --------------------------------------- | --------------------------------------- | --------------------------------------- | --------------------------------------- | --------------------------------------- | ------------------ |
| 2000 | Oslo Holmenkollen | 53e                                     | 60e                                     | gelapt                                  | –                                       | gelapt                                  |                    |
| 2001 | Pokljuka          | 42e                                     | 56e                                     | DNF                                     | –                                       | 10e                                     |                    |
| 2002 | Oslo Holmenkollen | Niet gehouden vanwege Olympische Spelen | Niet gehouden vanwege Olympische Spelen | Niet gehouden vanwege Olympische Spelen | –                                       |                                         |                    |
| 2003 | Chanty-Mansiejsk  | 61e                                     | 17e                                     | 14e                                     | 29e                                     | 9e                                      |                    |
| 2004 | Oberhof           | 19e                                     | 40e                                     | 36e                                     | –                                       | 11e                                     |                    |
| 2005 | Hochfilzen        | 57e                                     | 38e                                     | 41e                                     | 6e                                      | 11e                                     | –                  |
| 2006 | Pokljuka          | Niet gehouden vanwege Olympische Spelen | Niet gehouden vanwege Olympische Spelen | Niet gehouden vanwege Olympische Spelen | Niet gehouden vanwege Olympische Spelen | Niet gehouden vanwege Olympische Spelen | –                  |
| 2007 | Antholz           | 37e                                     | –                                       | –                                       | –                                       | 6e                                      | 7e                 |
| 2008 | Östersund         | 81e                                     | 23e                                     | 21e                                     | 30e                                     | 14e                                     | –                  |
| 2009 | Pyeongchang       | –                                       | –                                       | –                                       | –                                       | –                                       | –                  |
| 2010 | Chanty-Mansiejsk  | Niet gehouden vanwege Olympische Spelen | Niet gehouden vanwege Olympische Spelen | Niet gehouden vanwege Olympische Spelen | Niet gehouden vanwege Olympische Spelen | Niet gehouden vanwege Olympische Spelen | –                  |

### Wereldbeker
Eindklasseringen
| Seizoen   | Algemeen | Individueel | Sprint | Achtervolging | Massastart |
| --------- | -------- | ----------- | ------ | ------------- | ---------- |
| 2001/2002 | 86e      | –           | –      | 77e           | –          |
| 2002/2003 | 45e      | –           | 50e    | 41e           | 44e        |
| 2003/2004 | 43e      | 36e         | 48e    | 38e           | –          |
| 2004/2005 | 28e      | 42e         | 28e    | 30e           | 18e        |
| 2005/2006 | 45e      | 46e         | 52e    | 42e           | 43e        |
| 2006/2007 | 15e      | 15e         | 14e    | 10e           | 22e        |
| 2007/2008 | 58e      | –           | 56e    | 48e           | 44e        |
| 2008/2009 | 50e      | 40e         | 65e    | 48e           | 39e        |
| 2009/2010 | 41e      | 67e         | 39e    | 40e           | 35e        |